# جاكوب م. هوكر
يعقوب م. هوكر ، دكتوراه. هو كيميائي أمريكي وخبير في التصوير الجزيئي، وخاصة في تطوير وتطبيق التصوير بالرنين المغناطيسي المتزامن و PET. وقد ساهم في تقدم كبير في مجموعة كاملة من البحوث من منهجية الكيمياء الأساسية مع النظائر المشعة لتصوير الأعصاب البشرية.

## الحياة والتعليم
نشأ هوكر نشأ خارج مدينة آشفيل، كارولاينا الشمالية وحضر مدرسة إينكا الثانوية. تخرج من جامعة ولاية كارولينا الشمالية في عام 2002 بدرجة بكالوريوس العلوم في كيمياء المنسوجات والكيمياء. ثم حصل على الدكتوراه في الكيمياء في جامعة كاليفورنيا، بيركلي، بإ شراف من قبل الأستاذ مات فرانسيس. بعد سماع عرض مرئي عن تصوير الأعصاب في عام 2006 من قبل جوانا فاولر، انخرط هوكر في تدريب ما بعد الدكتوراه تحت إشرافها في مختبر بروكهافن الوطني.

## اهتماماته البحثية
تشمل اهتمامات هوكر البحثية على مواضيع :
- الأمراض العصبية
- تطوير طرائق الكيمياء الإشعاعية
- تطوير طرق تصوير الأعصاب

## النشر العلمي
نشر هوكر ما يزيد على 100 ورقة علمية هوكر JM المراجع، PubMed.gov ] 